# Ferdinand van Olmen

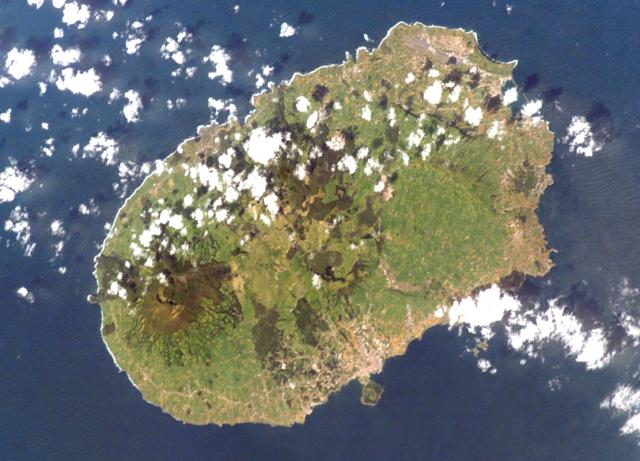
Van Olmen bezat een kapiteinschap in het noorden van Terceira (afgebeeld).

Ferdinand van Olmen (Portugees: Fernão d'Ulmo) was een Zuid-Nederlands ontdekkingsreiziger, die in 1486 van de Portugese koning Johan II de opdracht kreeg om een westelijke route vanuit de Azoren te zetten. Vijf jaar na hem voer Christoffel Columbus op een vergelijkbare route vanuit de Canarische eilanden naar de Nieuwe Wereld.
Van Olmen, ridder en kapitein, woonde op het Azoreneiland Terceira, midden op de Atlantische Oceaan. Bij langdurige westenwinden spoelden vaak stukken hout op deze eilanden aan. Men vermoedde daarom dat er verder westwaarts land moest zijn. In 1486 benaderde Van Olmen, samen met zijn partner João Afonso do Estreito, koning Johan II met het voorstel om op eigen kosten een expeditie naar het westen te organiseren. Van Olmen zei dat hij "een groot eiland of eilanden of vasteland" zocht, dat vermoedelijk het legendarische Antillia was, of zoals de Portugezen het noemden: Eiland van de Zeven Steden. De koning gaf hen een patentbrief en voegde een Duitse ridder aan hen toe, misschien Martin Behaim. De Vlaming bood de nautische expertise en de Portugees stond in voor de financiering. Als beloning wenste het tweetal het erfelijk bestuur over de ontdekte gebieden. Eerder had Johan II een vergelijkbaar voorstel van Christoffel Columbus afgewezen, maar Van Olmen kreeg groen licht van de koning, waarschijnlijk omdat deze geen financiële bijdrage van het hof verlangde. In het contract stond een reistijd van veertig dagen vermeld, waarin Van Olmen het commando zou voeren. Vermoedelijk wist men dus min of meer wat men deed en had men eerder al kusten in het vizier gekregen, of minstens vogels en drijfhout.
Het plan was om ten laatste begin maart 1487 met twee karvelen vanaf Terceira te vertrekken met proviand voor zes maanden. Over het verloop van de expeditie is echter niets bekend. Verlinden meent dat ze met man en muis waren vergaan. Hij leidde dit af uit een notitie bij Bartolomeo de las Casas en vreesde dat een winters vertrek uit de noordelijke Azoren de expeditie had doen opboksen tegen de gordel van westenwinden en mogelijk in de wateren van Newfoundland en Labrador gebracht, zoals eerder Diogo de Teive. Een andere mogelijkheid is dat de expeditie nooit uitvoer. Op het ultieme moment zou Van Olmen zijn weggeroepen naar Lissabon vanwege een geschil over kapiteinschappen met João Vaz Corte-Real en Antao Martins, dat de kolonisatie van de Terceira in de war dreigde te sturen. In juni 1487 zou hij (terug of nog) op Terceira zijn geweest.
Vergaan of verhinderd, de expeditie-Van Olmen was in elk geval de laatste Portugese onderneming om land te vinden in de oceaan. Het volgende jaar, in 1488, voer Bartolomeu Dias de Taag binnen met het nieuws dat hij Kaap de Goede Hoop had gevonden. Portugal zette nu alles op de oostelijke route naar Indië. Het was voor Spanje dat Columbus, vier jaar later, Amerika zou ontdekken. Hij deed dit op een zuidelijker koers dan Van Olmen, profiterend van de noordoostpassaat in de rug.

## Naamvarianten
De naam Van Olm of Van Olmen is nergens als zodanig gedocumenteerd. Het is een afleiding, gebaseerd op zijn Zuid-Nederlandse herkomst. Elders wordt hij Fernan Duolmo, Hernan Dolinos, Fernan Dolmos genoemd.

## Voetnoten
1. ↑  D. João por graça de Deus Rei de Portugal, e do Algarve de aquém a de além mar, em África Senhor de Guiné: — Fazemos saber que Fernão Dulmo, Cavaleiro e Capitão na Ilha Terceira por o Duque D. Manuel meu muita prezado e amado primo veio ora a nós e nos disse como ele nos queria dar achada uma grande Ilha ou Ilhas ou terra firme, por costa que se presume ser a ilha das Sete Cidades e isto tudo à sua própria custa e despesa, &c. &c..
2. ↑  Dit instrument, verleend op 12 juli 1486 te Lissabon, stelt: Fernão Dulmo Cavaleiro da Casa de el-rei nosso Senhor, e capitam na ilha Terceira, que ora vai por capitão a descobrir a Ilha das Sete Cidades por mandado de el-rei nosso Senhor e outro aí apareceu João Afonso do Estreito morador na Ilha da Madeira na parte do Funchal [...]
3. ↑  Damião Peres, História dos descobrimentos portugueses, 1943, p. 329-334